# Isabela Kastilská
Isabela I. (španělsky: Isabel I; 22. dubna 1451, Madrigal de las Altas Torres – 26. listopadu 1504, Medina del Campo), také Isabela I. Katolická (španělsky: Isabel la Católica), byla kastilská a leónská královna od roku 1474 do své smrti v roce 1504. Od roku 1479 do své smrti byla také aragonskou královnou jako manželka krále Ferdinanda II. Isabela a Ferdinand, vládnoucí společně nad dynasticky sjednoceným Španělskem, jsou známí jako Katolická Veličenstva.
Po boji o trůn Isabela reorganizovala vládní systém a snížila kriminalitu a státní dluh, který po sobě zanechal její nevlastní bratr král Jindřich IV. Její sňatek s Ferdinandem v roce 1469 vytvořil základ faktického sjednocení Španělska. Reformy její i ty, které provedla se svým manželem, měly vliv, který daleko přesahoval hranice jejich spojených království.
Isabela I. Kastilská a Ferdinand II. Aragonský jsou známí tím, že jako první panovníci byli označováni jako „španělská královna“ a „španělský král“. Dokončili Reconquistu, vydali dekret z Alhambry, který nařídil masové vyhnání Židů ze Španělska, založili španělskou inkvizici, financovali plavbu Kryštofa Kolumba do Nového světa v roce 1492 a založili Španělské impérium, čímž se Španělsko stalo hlavní mocností v Evropě i ve světě. Vytvořili základ pro španělský zlatý věk.
Isabele a jejímu manželovi španělský papež Alexandr VI. udělil titul „Katolické Veličenstvo“. V roce 1974 jí byl v rámci katolické církve udělen titul Služebnice Boží.

## Život
Narodila se jako dcera královského páru Jana II. Kastilského a Isabely Portugalské. V době jejího narození byla po svém starším nevlastním bratrovi Jindřichovi druhá v linii následnictví trůnu. Jindřichovi bylo v té době 26 let a byl ženatý, ale bezdětný. Isabelin mladší bratr Alfons se narodil o dva roky později, 17. listopadu 1453, čímž se posunula na třetí místo v linii následnictví. Když byla ještě velice malá, zemřel jí otec a na trůn nastoupil její nevlastní bratr Jindřich. Jindřich královnu-vdovu i s dětmi okamžitě deportoval do vyhnanství. Isabela se po čase znovu na dvůr vrátila a dokonce měla na tehdejšího vladaře patrný vliv. Podařilo se jí Jindřicha přesvědčit, aby ji jmenoval svou následnicí. Později si také chtěla vybrat ženicha. I když Jindřich odmítal, Isabela si zvolila o rok mladšího Ferdinanda, budoucího vladaře Aragonska, kterého si ve svých osmnácti letech opravdu vzala. Narodilo se jim pět dětí, mj. Kateřina Aragonská, která se stala první manželkou anglického krále Jindřicha VIII. Jediný jejich syn Jan však zemřel ve svých 21 letech, aniž by dosedl na trůny obou království jako mužský následník svých rodičů.
Spojením Kastilie a Aragonie začali manželé vytvářet jednotný španělský stát. Také pokračovali v postupném znovudobývání – reconquistě – španělské části Iberského poloostrova, kterou se jim podařilo dokončit počátkem ledna 1492 dobytím vyhladovělé Granady.
Složitým politicko-náboženským opatřením bylo rozhodnutí ze září 1480, kdy Isabela a Ferdinand podepsali v Seville listinu, jíž vstoupila v platnost papežská bula Sixta IV., díky níž byla ve Španělsku zavedena inkvizice. Ve středověku považovala křesťanská společnost jednotu víry za svůj charakteristický znak. A Pyrenejský poloostrov byl do té doby oblastí, kde fungovala menší či větší míra náboženské tolerance ať pro Židy či pro tzv. mudejary. Španělská inkvizice byla namířena hlavně proti konvertitům, neboť po skončení reconquisty převládla myšlenka o zaručení soudržnosti společnosti na základě homogenity víry.

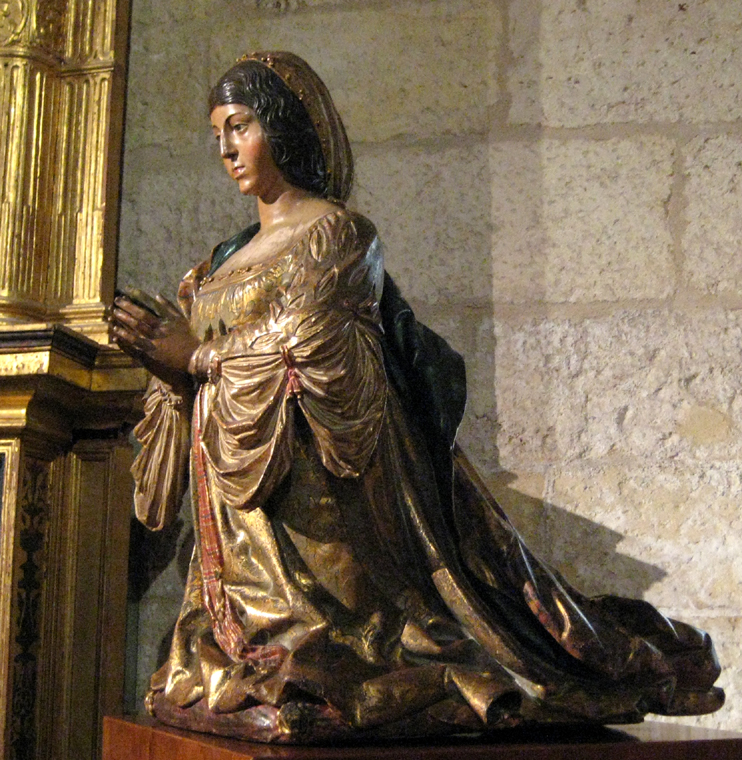
Socha Isabely od Felipe Bigarnyho v Capilla Real v Granadě

Dalším důležitým královským rozhodnutím, na němž měla zásluhu především královna Isabela, byla podpora muže, který se na základě svých propočtů a zkušeností z oblasti námořnictví rozhodl dokázat, že dopluje do Indie. Jednalo se o Kryštofa Kolumba. Isabela jeho požadavek nejdříve třikrát odmítla, nakonec však souhlasila. S její a Ferdinandovou podporou se Kryštof Kolumbus vypravil na velkou zámořskou cestu a objevil v roce 1492 Ameriku. Tento náhodný objev dal základ vzniku velké španělské koloniální říše na území Severní, Střední a Jižní Ameriky. Po objevení Ameriky a přílivu peněz z těžby zlata a obchodu s koloniemi nastal ve Španělsku tzv. Siglo de Oro – zlatý věk vzdělanosti a kultury.
Roku 1496 udělil papež Alexandr VI. svou bulou Si convenit manželům Ferdinandu II. Aragonskému a Isabele Kastilské titul katolická Veličenstva.
Od roku 1500 se mezi Ferdinandem a francouzským králem Ludvíkem XII. rozpoutal konflikt o vládu nad Neapolským královstvím. Tato válka skončila Granadským mírem v roce 1504, v témže roce se Ferdinand nechal korunovat neapolským králem. Ferdinand a Isabela učinili ze Španělska jednu z nejsilnějších zemí v Evropě a dali svým dědicům do ruky moc nad celým Španělskem.
Isabela Kastilská zemřela 26. listopadu 1504 v Medině del Campo. Je pohřbena v Královské kapli v Granadě po boku Ferdinanda, který ji přežil o dvanáct let.

## Proces blahořečení
Roku 1990 byl v arcidiecézi Valladolid zahájen její proces blahořečení.

## Potomci
- Isabela (2. října 1470 – 23. srpna 1498),
⚭ 1490 Alfons, princ Portugalský (18. května 1475 – 13. července 1491), korunní princ portugalský, tragicky zahynul
⚭ 1497 Manuel I. Portugalský (31. května 1469 – 13. prosince 1521), král Portugalska a Algarve od roku 1495 až do své smrti

- 31. května 1475, potrat syna
- Jan (28. června 1478 – 4. října 1497), španělský následník trůnu a dědic Kastilie a Aragonu, ⚭ 1496 Markéta Habsburská (10. ledna 1480 – 1. prosince 1530)
- Jana I. (6. listopadu 1479 – 12. dubna 1555), královna Kastilie, Leónu, Galicie, Aragonie, Valencie, Navarry, Sardinie, Mallorky, Sicílie a Neapole od roku 1504 až do své smrti, ⚭ 1496 Filip I. Sličný (22. července 1478 – 25. září 1506), vévoda burgundský, lucemburský, brabantský a geldernský, hrabě flanderský a holandský
- Marie Aragonská (29. června 1482 – 7. března 1517), ⚭ 1500 Manuel I. Portugalský (vdovec po její starší sestře)
- dcera (*/† 1. července 1482), dvojče Marie
- Kateřina Aragonská (16. prosince 1485 – 7. ledna 1536),
⚭ 1501 Artur Tudor (19/20. září 1486 – 2. dubna 1502), princ z Walesu, následník anglického trůnu
⚭ 1509 Jindřich VIII. Tudor (28. června 1491 – 28. ledna 1547), král Anglie a Irska od roku 1509 až do své smrti, sňatek anulován v roce 1533

## Vývod z předků
|                      |                          |  |                     |                      |  |  |  |  |  |  |  | Jindřich II. Kastilský |
|                      |                          |  |                     |                      |  |  |  |  |  |  |  |                        |
|                      | Jan I. Kastilský         |  |                     |                      |  |  |  |  |  |  |  |                        |
|                      |                          |  |                     |                      |  |  |  |  |  |  |  |                        |
|                      |                          |  |                     | Juana Manuel         |  |  |  |  |  |  |  |                        |
|                      |                          |  |                     |                      |  |  |  |  |  |  |  |                        |
|                      | Jindřich III. Kastilský  |  |                     |                      |  |  |  |  |  |  |  |                        |
|                      |                          |  |                     |                      |  |  |  |  |  |  |  |                        |
|                      |                          |  |                     | Petr IV. Aragonský   |  |  |  |  |  |  |  |                        |
|                      |                          |  |                     |                      |  |  |  |  |  |  |  |                        |
|                      | Eleonora Aragonská       |  |                     |                      |  |  |  |  |  |  |  |                        |
|                      |                          |  |                     |                      |  |  |  |  |  |  |  |                        |
|                      |                          |  |                     | Eleonora Sicilská    |  |  |  |  |  |  |  |                        |
|                      |                          |  |                     |                      |  |  |  |  |  |  |  |                        |
|                      | Jan II. Kastilský        |  |                     |                      |  |  |  |  |  |  |  |                        |
|                      |                          |  |                     |                      |  |  |  |  |  |  |  |                        |
|                      |                          |  |                     | Eduard III. Anglický |  |  |  |  |  |  |  |                        |
|                      |                          |  |                     |                      |  |  |  |  |  |  |  |                        |
|                      | Jan z Gentu              |  |                     |                      |  |  |  |  |  |  |  |                        |
|                      |                          |  |                     |                      |  |  |  |  |  |  |  |                        |
|                      |                          |  |                     | Filipa Henegavská    |  |  |  |  |  |  |  |                        |
|                      |                          |  |                     |                      |  |  |  |  |  |  |  |                        |
|                      | Kateřina z Lancasteru    |  |                     |                      |  |  |  |  |  |  |  |                        |
|                      |                          |  |                     |                      |  |  |  |  |  |  |  |                        |
|                      |                          |  |                     | Petr I. Kastilský    |  |  |  |  |  |  |  |                        |
|                      |                          |  |                     |                      |  |  |  |  |  |  |  |                        |
|                      | Konstancie Kastilská     |  |                     |                      |  |  |  |  |  |  |  |                        |
|                      |                          |  |                     |                      |  |  |  |  |  |  |  |                        |
|                      |                          |  |                     | Marie z Padilly      |  |  |  |  |  |  |  |                        |
|                      |                          |  |                     |                      |  |  |  |  |  |  |  |                        |
| Isabela I. Kastilská |                          |  |                     |                      |  |  |  |  |  |  |  |                        |
|                      |                          |  |                     |                      |  |  |  |  |  |  |  |                        |
|                      |                          |  | Petr I. Portugalský |                      |  |  |  |  |  |  |  |                        |
|                      |                          |  |                     |                      |  |  |  |  |  |  |  |                        |
|                      | Jan I. Portugalský       |  |                     |                      |  |  |  |  |  |  |  |                        |
|                      |                          |  |                     |                      |  |  |  |  |  |  |  |                        |
|                      |                          |  |                     | Teresa Lourenço      |  |  |  |  |  |  |  |                        |
|                      |                          |  |                     |                      |  |  |  |  |  |  |  |                        |
|                      | Jan Portugalský          |  |                     |                      |  |  |  |  |  |  |  |                        |
|                      |                          |  |                     |                      |  |  |  |  |  |  |  |                        |
|                      |                          |  |                     | Jan z Gentu          |  |  |  |  |  |  |  |                        |
|                      |                          |  |                     |                      |  |  |  |  |  |  |  |                        |
|                      | Filipa z Lancasteru      |  |                     |                      |  |  |  |  |  |  |  |                        |
|                      |                          |  |                     |                      |  |  |  |  |  |  |  |                        |
|                      |                          |  |                     | Blanka z Lancasteru  |  |  |  |  |  |  |  |                        |
|                      |                          |  |                     |                      |  |  |  |  |  |  |  |                        |
|                      | Isabela Portugalská      |  |                     |                      |  |  |  |  |  |  |  |                        |
|                      |                          |  |                     |                      |  |  |  |  |  |  |  |                        |
|                      |                          |  |                     | Jan I. Portugalský   |  |  |  |  |  |  |  |                        |
|                      |                          |  |                     |                      |  |  |  |  |  |  |  |                        |
|                      | Alfons I.                |  |                     |                      |  |  |  |  |  |  |  |                        |
|                      |                          |  |                     |                      |  |  |  |  |  |  |  |                        |
|                      |                          |  |                     | Inês Pires           |  |  |  |  |  |  |  |                        |
|                      |                          |  |                     |                      |  |  |  |  |  |  |  |                        |
|                      | Isabela z Braganzy       |  |                     |                      |  |  |  |  |  |  |  |                        |
|                      |                          |  |                     |                      |  |  |  |  |  |  |  |                        |
|                      |                          |  |                     | Nuno Álvares Pereira |  |  |  |  |  |  |  |                        |
|                      |                          |  |                     |                      |  |  |  |  |  |  |  |                        |
|                      | Beatriz Pereira de Alvim |  |                     |                      |  |  |  |  |  |  |  |                        |
|                      |                          |  |                     |                      |  |  |  |  |  |  |  |                        |
|                      |                          |  |                     | Leonor de Alvim      |  |  |  |  |  |  |  |                        |
|                      |                          |  |                     |                      |  |  |  |  |  |  |  |                        |